# 基亞什基
49°8′10″N 33°39′3″E / 49.13611°N 33.65083°E
基亞什基（烏克蘭語：Кияшки）是位於烏克蘭中部波爾塔瓦州裏克雷門丘克區的村莊，處於普肖爾河左岸，分別距離德米特里夫卡0.5公里和庫濟緬基1.5公里，海拔高度70米，2024年人口476。